# Tungufellið Lítla
Tungufellið Lítla è un rilievo alto 443 metri sul mare situata sull'isola di Vágar, situata nell'arcipelago delle Isole Fær Øer, in Danimarca.